# Lijst van nummer 1-hits in de Vlaamse top 10 in 2011
De volgende hits stonden in 2011 op nummer 1 in de Vlaamse top 10.
| Datum        | Artiest                     | Titel                               |
| ------------ | --------------------------- | ----------------------------------- |
| 1 januari    | De Pitaboys                 | Waar is da feestje?                 |
| 8 januari    | De Pitaboys                 | Waar is da feestje?                 |
| 15 januari   | De Pitaboys                 | Waar is da feestje?                 |
| 22 januari   | De Pitaboys                 | Waar is da feestje?                 |
| 29 januari   | De Pitaboys                 | Waar is da feestje?                 |
| 5 februari   | Luc Steeno                  | Neem me een keer in je armen        |
| 12 februari  | Luc Steeno                  | Neem me een keer in je armen        |
| 19 februari  | Luc Steeno                  | Neem me een keer in je armen        |
| 26 februari  | Luc Steeno                  | Neem me een keer in je armen        |
| 5 maart      | Laura Lynn & De Romeo's     | Naar de kermis!                     |
| 12 maart     | Laura Lynn & De Romeo's     | Naar de kermis!                     |
| 19 maart     | Laura Lynn & De Romeo's     | Naar de kermis!                     |
| 26 maart     | Christoff & Willeke Alberti | Niemand laat zijn eigen kind alleen |
| 2 april      | Danny Fabry                 | De allermooiste                     |
| 9 april      | Christoff & Willeke Alberti | Niemand laat zijn eigen kind alleen |
| 16 april     | Christoff & Willeke Alberti | Niemand laat zijn eigen kind alleen |
| 23 april     | Christoff & Willeke Alberti | Niemand laat zijn eigen kind alleen |
| 30 april     | Christoff & Willeke Alberti | Niemand laat zijn eigen kind alleen |
| 7 mei        | Sugarfree                   | De wind fluistert jouw naam         |
| 14 mei       | Sugarfree                   | De wind fluistert jouw naam         |
| 21 mei       | Sugarfree                   | De wind fluistert jouw naam         |
| 28 mei       | Sugarfree                   | De wind fluistert jouw naam         |
| 4 juni       | Wim Leys                    | Happy Days                          |
| 11 juni      | Wim Leys                    | Happy Days                          |
| 18 juni      | Wim Leys                    | Happy Days                          |
| 25 juni      | Wim Leys                    | Happy Days                          |
| 2 juli       | Christoff & The Sunsets     | Mijn nr. 1                          |
| 9 juli       | Christoff & The Sunsets     | Mijn nr. 1                          |
| 16 juli      | Christoff & The Sunsets     | Mijn nr. 1                          |
| 23 juli      | Christoff & The Sunsets     | Mijn nr. 1                          |
| 30 juli      | De Romeo's                  | Viva De Romeo's                     |
| 6 augustus   | De Romeo's                  | Viva De Romeo's                     |
| 13 augustus  | De Romeo's                  | Viva De Romeo's                     |
| 20 augustus  | De Romeo's                  | Viva De Romeo's                     |
| 27 augustus  | De Romeo's                  | Viva De Romeo's                     |
| 3 september  | Swoop                       | Mag ik je kussen?                   |
| 10 september | Swoop                       | Mag ik je kussen?                   |
| 17 september | Swoop                       | Mag ik je kussen?                   |
| 24 september | Swoop                       | Mag ik je kussen?                   |
| 1 oktober    | Willy Sommers               | Liefde voor altijd                  |
| 8 oktober    | Willy Sommers               | Liefde voor altijd                  |
| 15 oktober   | Kristof De Cleyn            | Kom dichterbij                      |
| 22 oktober   | Christoff                   | Sweet Caroline                      |
| 29 oktober   | Lindsay                     | Als jij me kust                     |
| 5 november   | Lindsay                     | Als jij me kust                     |
| 12 november  | David Vandyck               | Met heel mijn hart                  |
| 19 november  | Laura Lynn & Matthias Lens  | De kusjesdans                       |
| 26 november  | Laura Lynn & Matthias Lens  | De kusjesdans                       |
| 3 december   | Laura Lynn & Matthias Lens  | De kusjesdans                       |
| 10 december  | Laura Lynn & Matthias Lens  | De kusjesdans                       |
| 17 december  | Jo Vally                    | La canción de la paz                |
| 24 december  | Nicole & Hugo               | Schietgebed                         |
| 31 december  | Nicole & Hugo               | Schietgebed                         |

Lijsten van nummer 1-hits in de Radio 2 Top 30

1970 ·
1971 ·
1972 ·
1973 ·
1974 ·
1975 ·
1976 ·
1977 ·
1978 ·
1979 ·
1980 ·
1981 ·
1982 ·
1983 ·
1984 ·
1985 ·
1986 ·
1987 ·
1988 ·
1989 ·
1990 ·
1991 ·
1992 ·
1993 ·
1994 ·
1995 ·
1996 ·
1997 ·
1998 ·
1999 ·
2000 ·
2001 ·
2002 ·
2003 ·
2004 ·
2005 ·
2006 ·
2007 ·
2008 ·
2009 ·
2010 ·
2011 ·
2012 ·
2013 ·
2014 ·
2015 ·
2016 ·
2017 ·
2018 ·
2019 ·
2020 ·
2021 ·
2022 ·
2023 ·
2024 ·
2025
Lijsten van nummer 1-hits in de Ultratop 50 

1995 ·
1996 ·
1997 ·
1998 ·
1999 ·
2000 ·
2001 ·
2002 ·
2003 ·
2004 ·
2005 ·
2006 ·
2007 ·
2008 ·
2009 ·
2010 ·
2011 ·
2012 ·
2013 ·
2014 ·
2015 ·
2016 ·
2017 ·
2018 ·
2019 ·
2020 ·
2021 ·
2022 ·
2023 ·
2024 ·
2025
Lijsten van nummer 1-hits in de Vlaamse top 50

2001 ·
2002 ·
2003 ·
2004 ·
2005 ·
2006 ·
2007 ·
2008 ·
2009 ·
2010 ·
2011 ·
2012 ·
2013 ·
2014 ·
2015 ·
2016 ·
2017 ·
2018 ·
2019 ·
2020 ·
2021 ·
2022 ·
2023 ·
2024 ·
2025
- Nederland (Top 40)
- Nederland (Single Top 100)
- Nederland (3FM Mega Top 50)
- Nederland (iTunes Top 30)
- Nederland (Kink 40)
- Vlaanderen (Radio 2 Top 30)
- Vlaanderen (Ultratop 50)
- Vlaanderen (Top 30 van Ultratop)
- Vlaanderen (De Afrekening)
- Wallonië
- Australië
- Canada
- Denemarken
- Duitsland
- Finland
- Frankrijk
- Ierland
- Italië
- Luxemburg
- Nieuw-Zeeland
- Noorwegen
- Oostenrijk
- Polen
- Portugal
- Spanje
- Verenigd Koninkrijk
- Verenigde Staten (Hot 100)
- Zweden
- Zwitserland